# 全义
全义（816年二月-819年）是南诏勸利晟的年号，共计4年。

## 改元
《南詔野史》以元和十二年（817年）改元全義。
《通鑑》卷239元和十一年二月條云「南詔勸龍晟淫虐不道，上下怨疾，弄棟節度王嵯巔弒之，立其弟勸利」，《南詔中興二年画卷》第七化文云「全義四年己亥歲」，知是元和十一年（816年）二月左右改元。

## 纪年
| 全义 | 元年  | 二年  | 三年  | 四年  |
| ---- | ----- | ----- | ----- | ----- |
| 公元 | 816年 | 817年 | 818年 | 819年 |
| 干支 | 丙申  | 丁酉  | 戊戌  | 己亥  |